# Герб Зачепилівського району
Герб Зачепилівського райо́ну — офіційний символ Зачепилівського району Харківської області, затверджений рішенням сесії районної ради від 29 грудня 2000 року.

## Опис
У синьому полі срібний лелека з розпростертими крилами та золотим колоском, покладеним навкіс на нижню частину птаха. Щит увінчано золотим сонцем, що сходить, і обрамлено вінком із зелених соснових гілок та пшеничних колосків, обвитих пурпуровою стрічкою.
Автор герба — Олександр Дядечко.